# Mindora
Mindora is een geslacht van vlinders van de familie visstaartjes (Nolidae), uit de onderfamilie Chloephorinae.

## Soorten
- M. tortriciformis Möschler, 1880